# Oostenburgergracht
De Oostenburgergracht is een gracht op Oostenburg langs de Nieuwe Vaart in het oostelijk deel van het centrum van Amsterdam.
De Oostenburgergracht vormt sinds 1950 een brede straat. Samen met de Kattenburgergracht en de Wittenburgergracht vormt de Oostenburgergracht de zogenoemde Eilandenboulevard. Bij de hoek met de Czaar Peterstraat staat het beeld Mbulu Ngulu van Alexander Schabracq; op de hoek met de Oostenburgervoorstraat staat het beeld Capriccio van Ronald Tolman.
Voorheen lag op deze plaats een spoorwegemplacement.

## Openbaar vervoer
Momenteel rijdt hier de GVB-buslijn 22. Tram 7 stopt op de hoek van de Oostenburgergracht en de Czaar Peterstraat.
Van 1884 tot 1906 reed de paardentram Kadijksplein – Czaar Peterstraat over de Oostenburgergracht. Vanaf 1906 reed hier de elektrische tramlijn 13 Centraal Station – Prins Hendrikkade – Kadijksplein – Czaar Peterstraat. De tram (sinds 1931 lijn 19) verdween in 1938 en werd door een busdienst vervangen.